# Will Keith Kellogg
Pour les articles homonymes, voir Kellogg.
Will Keith Kellogg, né le 7 avril 1860 à Battle Creek (Michigan) et mort le 6 octobre 1951 dans la même ville, est un industriel américain, spécialisé dans l'industrie agro-alimentaire.
Avec son frère médecin, John Harvey Kellogg, il popularisa la consommation d'aliments supposément meilleurs pour la santé au déjeuner, et particulièrement de corn flakes. En 1906, il fonde la Battle Creek Toasted Corn Flake Company, devenue la Kellogg Company. En ⁣⁣1930⁣⁣, il crée la W. K. Kellogg Foundation (en).
À la fin de la Seconde Guerre mondiale, il fait don de son ranch situé à Pomona à l'école polytechnique de l'Université de Californie. Il a fait plusieurs autres dons à des universités.